# Von dem Borne

Familiewapen van Von dem Borne

Von dem Borne (ook: Kreutzwendedich von dem Borne of Kreuzwendedich von dem Borne) is een van oorsprong Pommers geslacht, waarvan de Nederlandse leden sinds 1913 behoren tot de Nederlandse adel. Familieleden wonen tegenwoordig in Nederland, Oostenrijk, Duitsland en België.

## Geschiedenis
Het geslacht von dem Borne behoort tot de oude Pommerse adel. De stamreeks begint met Klaus von dem Borne. Georg Schmidt publiceerde in 1887 en 1889 een boek over de geschiedenis van de familie.

## Enkele telgen
Max Paul Gustav Kreuzwendedich von dem Borne (1826-1894)

Zoon van Carl Gustav von dem Borne. Max von dem Borne studeerde mijnbouw, maar ging zich verdiepen in de visserij en viskweek. Werd uiteindelijk kamerheer van de Pruisische vorst. Hij wordt beschouwd als een pionier op het gebied van de viskweek. Hij is als eerste in Europa de regenboogforel en de forelbaars gaan kweken. In 1890 introduceerde hij de Noord-Amerikaanse rivierkreeft, die resistent is tegen de kreeftenpest, om de Europese rivierkreeft te vervangen, die al door deze ziekte was gedecimeerd. Hij begon een viskwekerij op het landgoed van de familie in Berneuchen, waar hij een “bruthaus” bouwde dat in verbinding stond met bekkens en vijvers, waarin hij constructies bedacht om te kunnen experimenteren met diverse soorten vis. Uiteindelijk gebruikte hij 48 vijvers met een totale oppervlakte van 240 hectare voor het kweken van vis. De kwekerij was verbonden met vijf meren, waarin ook vis werd uitgezet. Berneuchen werd wereldwijd erkend als een belangrijk centrum voor viskweek- en vijverindustrie. Bezoekers uit de hele wereld, met name uit Engeland, China en Japan, die de Berneuchen-vijverindustrie en haar oprichter wilden leren kennen, bezochten het landgoed. Hij schreef meer dan 20 boeken en brochures over de visserij. In 1875 verscheen zijn "Geïllustreerde Handleiding van Visserij", 380 pagina's dik met 195 illustraties. Dit boek verschijnt nog steeds (19e editie in 2006), alhoewel het door vele bewerkingen in de tijd sterk veranderd is.

Belangrijkste publicaties
- 1875: Illustrirtes Handbuch der Angelfischerei.
- 1883: Die Fischerei-Verhältnisse des Deutschen Reiches, Oesterreich-Ungarns, der Schweiz und Luxemburgs, bearbeitet im Auftrage des Deutschen Fischerei-Vereins. Berlin o.J., W. Moeser Hofbuchdruckerei, 303 Seiten.
- 1892: Der Schwarzbarsch und der Forrellenbarsch.
- Göllner, A., 2006. Die Angelfischerei. Begründet von Max von dem Borne. 19. überarbeitete Auflage. Verlag Neumann-Neudamm.

Ernst Wilhelm Kreuzwendedich von dem Borne (1835-1897)

Stamvader van de Nederlands tak. Militaire opleiding, geboren op familie landgoed te Berneuchen (tegenwoordig Barnowko).Voor KNIL in Borneo gaan werken in Nederlands-Indië. In 1874 genaturaliseerd tot Nederlander, liet zich in 1877 inlijven in de Nederlandse adel (Koninklijk Besluit van 3 mei 1877, nr. 30). Dit verviel echter door niet lichten.
Kurt Gotthilf Kreuzwendedich von dem Borne (1857-1933) 
Duits militair, infanterie generaal tijdens de Eerste Wereldoorlog.
Gustav Hans Georg Kreuzwendedich von dem Borne (1867-1918) 
Derde kind van Max von dem Borne. Georg von dem Borne was een Duits geofysicus. Hij was hoogleraar aan de Technische Universiteit van Breslau en tevens hoofd van de Erdbebenwarte Breslau, een station dat seismische aardbevingsmetingen uitvoerde. Hij ontwikkelde ook een vliegtuigsnelheidsmeter op hydrodynamische basis, die veel gebruikt werd in Duitse en Oostenrijkse vliegtuigen. In de Eerste Wereldoorlog diende hij bij de Landwehr-cavalerie in Landsturmbataillon nr. 2. In het veld kreeg hij een ziekte waaraan hij in november 1918 is overleden.
Ernst Wilhelm Kreutzwendedich von dem Borne (1868-1924)
Radioloog en gynaecoloog, oprichter van de bekende Toegoe kliniek in Djokjakarta in Nederlands-Indië. In 1913 liet hij zich inlijven in de Nederlandse Adel (Koninklijk Besluit van 12 februari 1913, nr. 108).
Kurt Kreuzwendedich von dem Borne (1885-1946). Duits Marine officier, zoon van infanterie generaal Kurt. Heeft in 1e Wereldoorlog gevaren als artillerie officier in Caraïben en vervolgens in Duitse wateren. In 2e Wereldoorlog Konter-admiraal en vanaf 1942 Vice-admiraal. In Sovjet gevangenschap overleden in 1946.
Gustaaf Albert Kreuzwendedich von dem Borne (1905-1943)
Internist, vanaf 1938 hoofd 2e Interne Geneeskunde afdeling van Binnengasthuis. Lid van de Nationaal-Socialistische Beweging, in 1941 benoemd tot hoogleraar Interne geneeskunde aan de Rijksuniversiteit Groningen. Overleed na een langdurig ziekbed aan tuberculose.
Albert Ernst Gustaaf Kreutzwendedich von dem Borne (1937-2003) 
Hoogleraar Klinische Hematologie aan de Universiteit van Amsterdam.